# Ebergőc
Ebergőc (németül: Börgötz) község Győr-Moson-Sopron vármegyében, a Soproni járásban.

## Fekvése
Soprontól 25 kilométerre keletre, Kapuvártól 20 kilométerre nyugatra helyezkedik el. Aránylag kis közigazgatási területtel bíró község, mindössze két közvetlen szomszédja van: nyugat felől Nagylózs, délkelet felől Röjtökmuzsaj településsel határos, a többi égtáj felől pedig az előbbiek valamelyikéhez tartozó lakatlan külterületek határolják.

### Megközelítése
Zsáktelepülésnek tekinthető, mivel a központja csak egy útvonalon, a 86 104-es számú mellékúton érhető el, az északi határszélén húzódó 8612-es út irányából. Közigazgatási területét érinti még, lakott részeitől kissé távolabb az M85-ös autóút és a 8627-es út is.
Vasútvonal a községen nem halad át, autóbusszal Sopron és Répcelak irányából érhető el.

## Története és mai élete

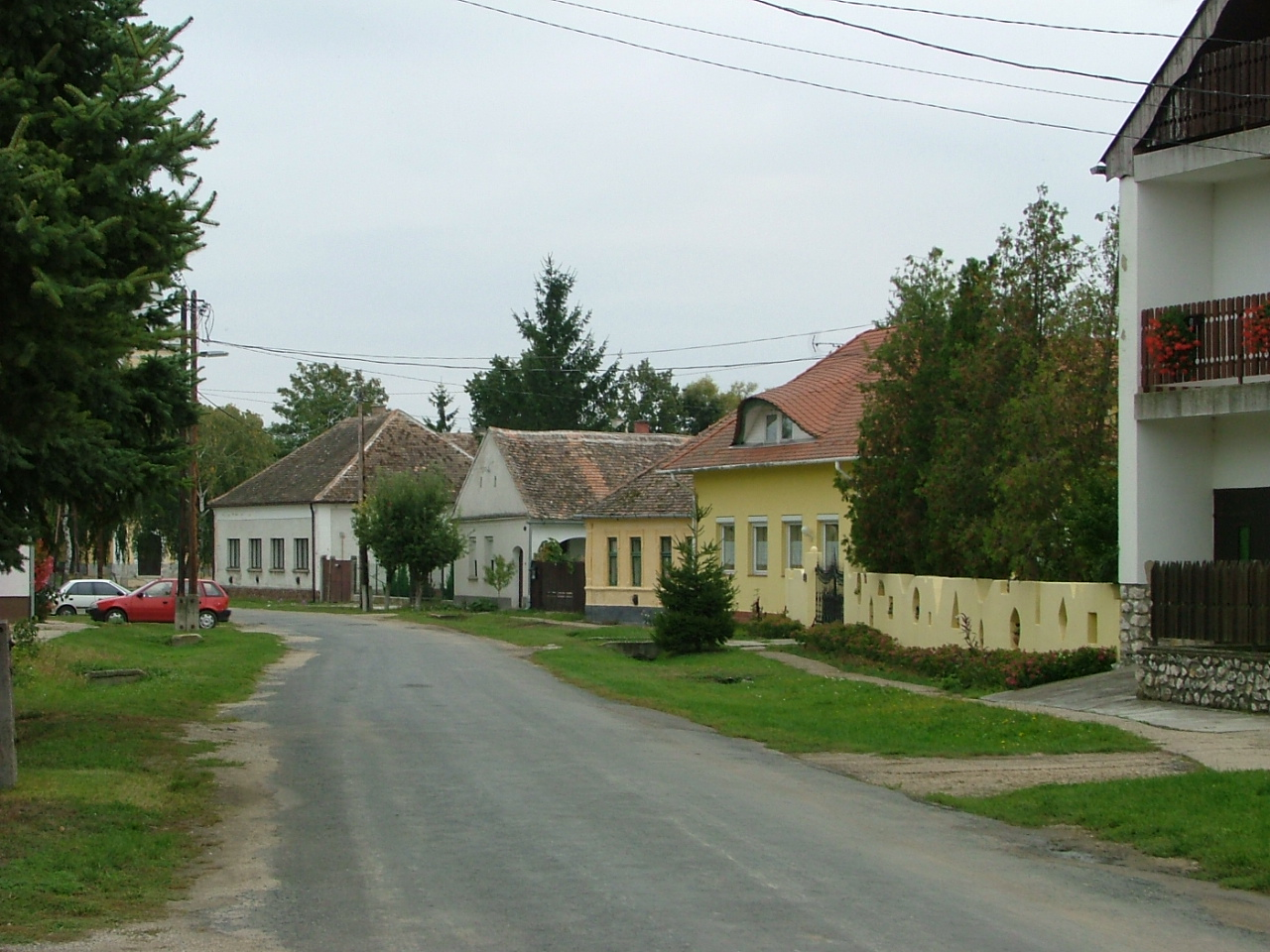
Utcarészlet

Ma ismert első okleveles említése 1343-ból való „Eburgheuch” írásmóddal. A középkorban az Ebergőc család birtokolta, tőlük Nagy Lajos király hűtlenség miatt elvette és a Kanizsayaknak adományozta. Később újra az Ebergőczieknek szolgált a falu, míg a család kihalt. Az újkorban a Viczay és a Széchenyi családé volt. A 19. század végétől a Solymossy család volt a környék birtokosa.
Középkori temploma az 1683-as törökdúlás idején erősen megrongálódott, 1697-ben még omladozónak mondta falait az egyházi látogatás jegyzőkönyve. 1713-ban és 1766-ban fagerendásnak írták le, ez az adat azért feltűnő, mert a hajó boltozata emlékeztet a fertőszéplakira, amely 1728 körül épült. Lehet, hogy a falu az 1766 után egy maradi kőművessel építtette újjá a barokk, egyhajós, elválasztott szentélyű, egytornyú templomot. A Szent Imre templom berendezéséből a 18. században készült a szószék, 1770 körül a mellékoltárok, a 19. század első felében a hagyomány szerint a soproni domonkos templomból származó orgona, második felében pedig a főoltár. A műemlék jellegű út menti szobrok közül 1720-ban készült a Pieta szőlőindás oszloppal, amely a temetőbe vivő úton látható, 1798-ban a templom előtti kereszt Szűz Máriával, 1810–1820 között az ugyancsak a templom előtt álló Mária szobor a gyermek Jézussal, amely a kismartoni kegyszobor másolata.
A két világháború 37 ebergőci hősi halottat követelt. Emléktábla őrzi nevüket a templom bejáratánál. Az ebergőci templom tetőzetén teljes felujítást végeztetett el a helyi egyházi képviselői testület, Solymos Mihály plébánossága alatt. 2009 őszén pedig a külső teljes homlokzat felújítása történt meg, az akkori lehetőségek szerint,  a régi iskola eladási árából és a hívek szervezőkészségéből.  Sajnálatos módon  a helyi lakosok egy forinttal sem támogatták  a  felújítandó épület megőrzését, inkább a régről megőrzött világot kívánták erre a célra felhasználni.
A két világháború között 2-3 család birtokolt 18 kat. holdat, 4 család gazdálkodott 15 kat. holdon, a többieknek ennél kevesebb földjük volt. Az 1920-as években leégett a falu, ezután épült át először. A második átépítés a 60-as évekre tehető, új ház viszont alig épül. Az 1950-es évektől a 80-as évekig főleg a fiatalok hagyták el a falut, többnyire a közeli városok vonzóbb munkalehetőségei miatt. A lakosság lélekszáma az utóbbi 10 évben stagnál. 1959-ben alakult meg az ebergőci „Új Barázda” termelőszövetkezet. Később a röjtökmuzsaji, majd a nagylózsi szövetkezet részévé lett.
Közigazgatásilag először Röjtökmuzsajhoz, majd Fertőszentmiklóshoz tartozott a falu. 1990-ben nyerte vissza önállóságát, amelyet a továbbiakban is szeretne megtartani. A Fertő-menti településekhez való közelsége miatt Ebergőc is tagja a Fertőmenti Önkormányzatok Kistérségi Szövetségének. A falu földjei termékenyek, a leggyakrabban termesztett növények a kalászosok, a kukorica és a répa. Az erdők közelsége, az erdőkkel való körülvettség miatt gyakoriak a vadkárok. A főként nyugdíjasok lakta kisközségben szinte mindenki saját szükségleteinek kielégítésére termel. Az állatokkal foglalkozók száma évről évre csökken. A falukép az utóbbi években javult, rendezettek a közterületek, s csak néhány gazdátlan ház akad. A közintézmények régiek, lehetőség szerint rendben tartottak. Víz, villany, gáz, telefon van, a közművek kiépítettek, mindenki számára hozzáférhetőek. Az utak és a járdák folyamatos karbantartása, javítása viszont a jelen és a jövő elodázhatatlan feladata.A faluban élelmiszerbolt és italbolt is működött, de ezek a sorozatos fizetési hiányosságok miatt bezártak, így jelenleg csak a környező falvakban van bolt és kocsma.

## Közélete

### Polgármesterei
- 1990–1994: Both József (független)[4]
- 1994–1998: Both József (független)[5]
- 1998–2002: Both József (független)[6]
- 2002–2006: Both József (független)[7]
- 2006–2010: Both József (független)[8]
- 2010–2014: Both József (független)[9]
- 2014–2019: Szabó Szabolcs Imre (független)[10]
- 2019–2024: Szabó Szabolcs (független)[11]
- 2024– : Szabó Szabolcs Imre (független)[1]

## Népesség
A település népességének változása:
| Lakosok száma | 163  | 162  | 163  | 168  | 145  | 144  | 151  |
|               | 2013 | 2014 | 2015 | 2021 | 2022 | 2023 | 2024 |

A 2011-es népszámlálás során a lakosok 98,7%-a magyarnak, 3,9% németnek, 2% románnak, 0,7% szerbnek mondta magát (1,3% nem nyilatkozott; a kettős identitások miatt a végösszeg nagyobb lehet 100%-nál). A vallási megoszlás a következő volt: római katolikus 73%, református 3,9%, evangélikus 0,7%, felekezeten kívüli 7,9% (13,8% nem nyilatkozott).
2022-ben a lakosság 91,7%-a vallotta magát magyarnak, 6,9% németnek, 0,7% cigánynak, 0,7% örménynek, 8,3% egyéb, nem hazai nemzetiségűnek (6,9% nem nyilatkozott; a kettős identitások miatt a végösszeg nagyobb lehet 100%-nál). Vallásuk szerint 43,4% volt római katolikus, 3,4% református, 0,7% evangélikus, 2,1% egyéb katolikus, 4,8% felekezeten kívüli (45,5% nem válaszolt).

## Nevezetességei
- Szent Imre római katolikus templom. Szentélye román stílusú, 12. századi.
- késő barokk kőkereszt Máriával (1798)
- a klasszicista Mária-szobor (1810–1820, a kismartoni kegyszobor másolata)
- a barokk Pieta szobor (1720).